# Diamantsee
Der Diamantsee (ukrainisch Алмазне озеро Almasne Osero) ist einer der größten Seen im Stadtgebiet der ukrainischen Hauptstadt Kiew.
Der See mit einer maximalen Tiefe von 35 m liegt im Nordosten der Stadt im Rajon Desna und entstand in den 1980er Jahren aus dem ehemaligen Steinbruch Nummer 6, der nach seiner Stilllegung mit Wasser geflutet wurde. Der zum großen Teil von einem Pinienwald umgebene See speist sich aus einem Zufluss des Dnepr, in den er abfließt und wird als Naherholungsgebiet zum Angeln, Radfahren und zur Entspannung genutzt.